# سالادا
سالادا (به اسپانیایی: Saladas) یک منطقهٔ مسکونی در آرژانتین است که در بخش سالاداس واقع شده‌است. سالادا ۱۸٬۳۴۹ نفر جمعیت دارد و ۷۷ متر بالاتر از سطح دریا واقع شده‌است.